# Розбійник (роман)
Розбійник (нім. Der Räuber) — роман Роберта Вальзера, написаний у 1925 та вперше опублікований у 1972 році.
«Розбійник» швейцарського письменника Роберта Вальзера літературна критика називає одним із найхимерніших романів ХХ століття. Свій роман Роберт Вальзер записав на обрізках картону та обгорткового паперу мікроскопічним почерком, майже тайнописом, тож на його розшифрування у чотирьох фахівців-філологів пішло п’ятнадцять років праці, і він побачив світ аж 1972 року, коли Вальзера вже давно не було серед живих. Сам автор через кілька років після створення роману став пацієнтом психіатричної лікарні, де й провів решту життя.

## Переклади та видання українською
- Роберт Вальзер. Розбійник / пер. з нім. Олекси Логвиненка. – К.: Вид-во Жупанського, 2016 . – 152 с. – (Майстри світової прози).